# Bahnhof Ørestad
Ørestad ist eine Regionalbahn- und U-Bahn-Station in der dänischen Hauptstadt Kopenhagen, im gleichnamigen Stadtteil Ørestad. Die Station wird von der Linie M1 des Kopenhagener U-Bahn-Systems bedient. Sie besteht aus zwei Teilen: die Metrostation, welche die in Nord-Süd-Richtung verlaufende Metrolinie 1 aufnimmt, sowie die quer darunterliegende Regionalbahn-Station. Die Station wurde im Jahre 2000 für den Regionalbahn-Verkehr, speziell den Øresundstog sowie einigen InterCity-Linien eröffnet. Die Metrostation wurde am 19. Oktober 2002 für den neuerbauten U-Bahn-Abschnitt Vestamager–Nørreport eröffnet. Der U-Bahnhof liegt oberhalb des Regionalbahnhofs.

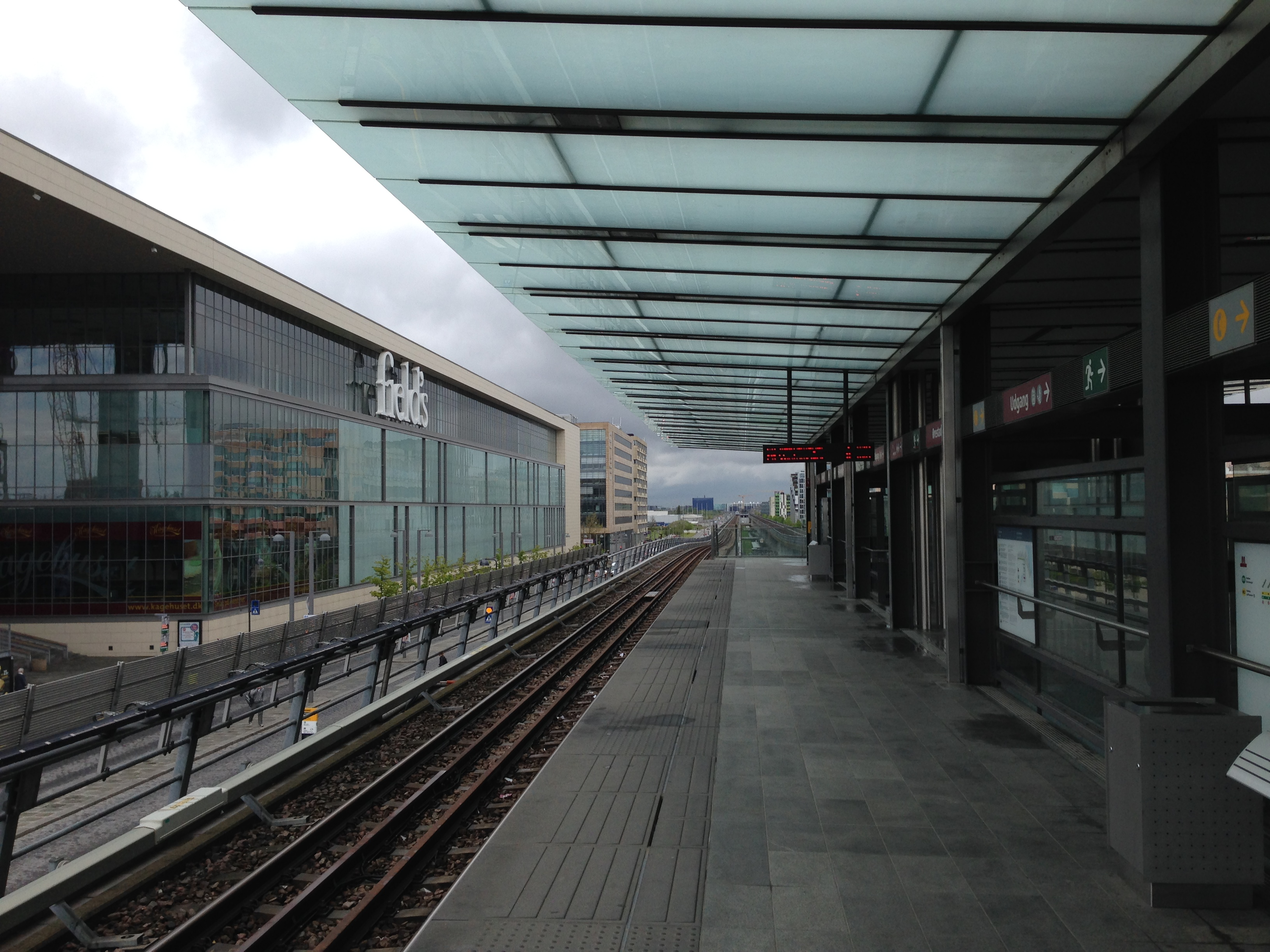
Ørestad Metro Station